# Вудхауз, Джон, 1-й граф Кимберли
Джон Кимберли (граф Kimberley; 7 января 1826 — 8 апреля 1902) — английский государственный деятель.
В 1846 году унаследовал от своего деда титул барона Вудхауза (Baron of Wodehouse).
В 1856—1858 годах британский посол в Санкт-Петербурге (под именем лорда Вудгауза), в 1864—1866 годах — лорд-лейтенант Ирландии. Участвовал во всех кабинетах Гладстона, в званиях лорда-хранителя малой печати, министра колоний и министра по делам  Индии.
В 1866 году за заслуги на государственной службе получил титул графа Кимберли.
Кимберли стал министром иностранных дел, когда главой кабинета стал Розбери (1894-1895). Так же подписал Англо-японский договор о торговле и мореплавании.